# Jan Sochoń
Jan Sochoń (ur. 17 sierpnia 1953 w Wasilkowie) – polski poeta, krytyk literacki, teolog i filozof, ksiądz rzymskokatolicki.

## Życiorys
Ukończył w 1977 filologię polską na filii Uniwersytetu Warszawskiego w Białymstoku (obecnie Uniwersytet w Białymstoku). W latach 70. XX w. związany był z białostocką Grupą Literacką ZNP „Bakałarz”, a także ruchem literackim „Nowa Prywatność”. W 1979 rozpoczął studia teologiczne w Wyższym Metropolitalnym Seminarium Duchownym w Warszawie, które ukończył w 1984. W tym samym roku otrzymał święcenia kapłańskie. Jednocześnie w latach 1981-1985 studiował filozofię na Papieskim Wydziale Teologicznym w Warszawie. W 1986 rozpoczął studia doktoranckie na Wydziale Filozofii Chrześcijańskiej Katolickiego Uniwersytetu Lubelskiego, gdzie obronił doktorat w 1991, zaś w 1999 uzyskał habilitację na Uniwersytecie Kardynała Wyszyńskiego, gdzie następnie został wykładowcą. W latach 2000–2004 współpracował z redakcją katolicką Telewizji Polskiej. W 2005 uzyskał tytuł naukowy profesora.
Jest członkiem Warszawskiego Towarzystwa Teologicznego, Polskiego Towarzystwa Tomasza z Akwinu, Polskiego Towarzystwa Filozoficznego, Towarzystwa Naukowego KUL, Polskiego PEN Clubu. Otrzymał nagrody: Feniks (2003) oraz Ogólnopolską Nagrodę Literacką im. Franciszka Karpińskiego (2004). Za tom wierszy Intencje codzienne nominowany do Nagrody Literackiej Nike 2010. W 2021 r. otrzymał Galernika Sztuki - nagrodę artystyczną Galerii Autorskiej Jana Kaji i Jacka Solińskiego. W 2023 nominowany do Nagrody Poetyckiej im. K. I. Gałczyńskiego – Orfeusz za tom Nie pocieszaj się, tylko płacz.W 2025 został ponownie nominowany do tej nagrody za tom Czułość i popiół.
Debiutował w 1974 wierszami opublikowanymi w czasopiśmie „Poglądy”. Współpracował m.in. z pismami: „Przegląd Katolicki”, „Powściągliwość i Praca”, „Nowe Książki”, „Zeszyty Literackie”, „Więź”, „Topos”. Prace z zakresu filozofii chrześcijańskiej, a także przekłady z francuskiego i łaciny publikował w czasopismach teologicznych. Jest także redaktorem kilkunastu książek.

## Twórczość

### Poezja
- Aby powtarzać świat (1975)
- Wiersze (1979)
- Wita mnie lęk... (1986)
- Paryż i inne wiersze (1989)
- Nie dzieje się nic szalonego (1990)
- Uroczyście przemija postać świata (1990)
- Nagość wielokrotna. 50 krótkich wierszy (1991)
- Brzęk dzwonków. Wybór wierszy (1993)
- Jasność (1994)
- Modlitwa z muzyką (1996)
- Wszystkie zmysły miłości (1997)
- Czarna flaga. Wiersze wybrane i nowe (2001)
- Ogień dobrej śmierci (2001)
- Gorycz (2003)
- Bagaż podręczny (Wiersze amerykańskie) (2005)
- Rozczesuję Twoje włosy, matko... (2005)
- Poza kamień (2006)
- Intencje codzienne (2009)
- Powtórzenie raju (2010)
- Uspokój się (2010)
- Podróż z magami (2011)
- Wizerunek (2013)
- Obrót koła (2014)
- Sandały i pierścień (2015)
- Półmrok (2016)

### Publikacje naukowe
- Ateizm. Wizja ateizmu Etienne Gilsona (1993, wznowienie 2003)
- Ponowoczesne losy religii (2004)
- Religia w projekcie postmodernistycznym (2012)

### Eseistyka
- U drzwi Godot. Szkice o poezji i teologii (1995)
- Zdania, przecinki, kropki (1998)
- Bóg i język (2000)
- O pocieszeniu jakie daje literatura (2004)
- Dziennik z życia (2005)
- List do mojego księdza (2007)
- Religia jako odpowiedź. Eseje przygodne (2008)
- Tama. Opowieść o życiu i męczeństwie księdza Jerzego Popiełuszki (2010)
- Człowiek i twórczość: szkice z filozofii kultury (2016)